# FC Ungheni
FC Ungheni (rum. Fotbal Club Ungheni) – mołdawski klub piłkarski, mający siedzibę w mieście Ungheni na zachodzie kraju.

## Historia
Chronologia nazw:
- 2012: FC Ungheni (rum. FC Ungheni)

Klub piłkarski FC Ungheni został założony w miejscowości Ungheni w roku 2012. Na początku klub występował w niższych ligach. Dopiero w sezonie 2014/15 zdobył mistrzostwo w grupie Divizia „B” Center i awansował do Divizia A. W pierwszym sezonie zajął 4. miejsce, ale tak jak mistrz Spicul Chișcăreni nie otrzymał licencji od Federacji Mołdawskiej, to klub z Ungheni zdobył awans do Divizia Națională.

## Sukcesy

### Trofea międzynarodowe
Nie uczestniczył w rozgrywkach europejskich (stan na 31-05-2016).

### Trofea krajowe
| \| \| Zdobyte trofea w rozgrywkach Mołdawii (stan na: 31-05-2016) \| |                                                             |      |          |
| Rozgrywki                                                            | Osiągnięcie                                                 | Razy | Sezon(y) |
| Mistrzostwo                                                          | I miejsce                                                   | 0    |          |
| Mistrzostwo                                                          | II miejsce                                                  | 0    |          |
| Mistrzostwo                                                          | III miejsce                                                 | 0    |          |
| Puchar                                                               | zdobywca                                                    | 0    |          |
| Puchar                                                               | finalista                                                   | 0    |          |
| Puchar                                                               | 1/8 finału                                                  | 1    | 2015/16  |
| II liga                                                              | I miejsce                                                   | 0    |          |
| II liga                                                              | II miejsce                                                  | 0    |          |
| II liga                                                              | III miejsce                                                 | 0    |          |
| II liga                                                              | 4.miejsce                                                   | 1    | 2015/16  |
| Mołdawia                                                             | Zdobyte trofea w rozgrywkach Mołdawii (stan na: 31-05-2016) |      |          |

- Divizia „B” Center (III poziom):
  - mistrz (1): 2014/15

## Stadion
Klub rozgrywa swoje mecze domowe na stadionie Mircea Eliade w Nisporeni, który może pomieścić 2500 widzów.

## Piłkarze
Stan na 27 sierpnia 2016:
| Nr | Poz. | Piłkarz              |
| -- | ---- | -------------------- |
| 12 | BR   | Stanislav Ivanov     |
| 21 | BR   | Cristian Apostolachi |
| 2  | OB   | Vladimir Ghinaitis   |
| 4  | OB   | Andrei Cușnir        |
| 5  | OB   | Ion Arabadji         |
| 8  | OB   | Andrei Miron         |
| 15 | OB   | Alexandru Cheltuială |
| 23 | OB   | Vasile Marjin        |
| 3  | PO   | Florin Cojocaru      |
| 6  | PO   | Eduard Avram         |
| 9  | PO   | Vadim Aramă          |

| Nr | Poz. | Piłkarz                 |
| -- | ---- | ----------------------- |
| 10 | PO   | Viorel Primac (kapitan) |
| 17 | PO   | Roman Gușan             |
| 18 | PO   | Denis Janu              |
| 22 | PO   | Octavian Vatavu         |
| 24 | PO   | Irakli Czomachaszwili   |
| 27 | PO   | Petru Postoroncă        |
| 7  | NA   | Stanislav Luca          |
| 11 | NA   | Ivan Lacusta            |
| 13 | NA   | Veaceslav Lisa          |
| 16 | NA   | Chiril Aramă            |
| 19 | NA   | Alexandru Bezimov       |